# Hyperbool van Jerabek

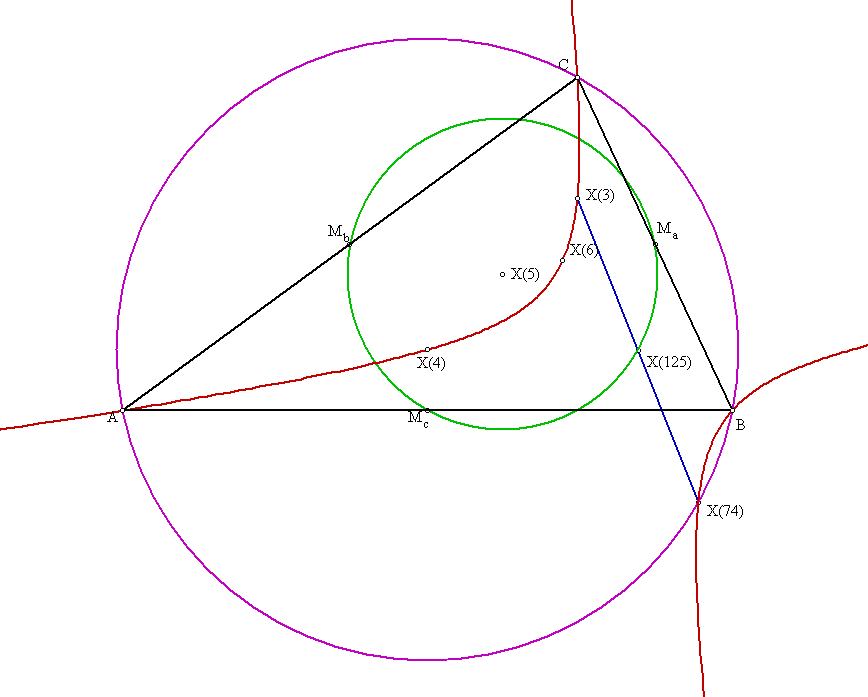
De hyperbool van Jerabek met middelpunt X(125) op de negenpuntscirkel

De hyperbool van Jerabek is een hyperbool bij een gegeven driehoek ABC. Het is de meetkundige plaats van isogonale verwanten van alle punten op de rechte van Euler. 

## Eigenschappen
- De hyperbool van Jerabek is een gelijkzijdige hyperbool, omgeschreven aan de gegeven driehoek, dus gaand door A, B en C.
- De hyperbool van Jerabek gaat door het middelpunt van de omgeschreven cirkel X(4) (zie kimberlingnummer), het hoogtepunt X(3), het punt van Lemoine X(6) en het punt van Kosnita X(54).

## Middelpunt
Het middelpunt van de hyperbool van Jerabek heeft kimberlingnummer X(125) en ligt, zoals bij alle gelijkzijdige hyperbolen door de hoekpunten van de driehoek, op de negenpuntscirkel. De barycentrische coördinaten zijn met conway-driehoeknotatie
{\displaystyle \left(S_{A}(b^{2}-c^{2}):S_{B}(c^{2}-a^{2}):S_{C}(a^{2}-b^{2})\right).}

## Vergelijking
De vergelijking van de hyperbool van Jerabek in barycentrische coördinaten met conway-driehoeknotatie is
{\displaystyle a^{2}S_{A}(b^{2}-c^{2})yz+b^{2}S_{B}(c^{2}-a^{2})xz+c^{2}S_{C}(a^{2}-b^{2})xy=0.}

## X(74)
Het vierde snijpunt van de hyperbool van Jerabek met de omgeschreven cirkel (naast A, B en C) is het driehoekscentrum D met kimberlingnummer X(74). Als H het hoogtepunt is dan is HD een diameter van de hyperbool van Jerabek. ABCD is een bijzondere vierhoek, want ieder van de vier punten is X(74) ten opzichte van de driehoek gevormd door de andere drie punten. Het is hiermee een pendant van het hoogtepuntssysteem.
Barycentrische coördinaten voor X(74) zijn 
{\displaystyle \left({\frac {a^{2}}{2a^{4}-(b^{2}-c^{2})^{2}-a^{2}(b^{2}+c^{2})}}:{\frac {b^{2}}{2b^{4}-(c^{2}-a^{2})^{2}-b^{2}(c^{2}+a^{2})}}:{\frac {c^{2}}{2c^{4}-(a^{2}-b^{2})^{2}-c^{2}(a^{2}+b^{2})}}\right).}